# 3673 Леві
3673 Леві (3673 Levy) — астероїд головного поясу, відкритий 22 серпня 1985 року.
Тіссеранів параметр щодо Юпітера — 3,528.
Названо на честь канадського астронома Девіда Леві